# Linodesmus
Linodesmus é um género de coleópteros da família Erotylidae.